# Timorreisamadine
Der Timorreisamadine (Padda fuscata, Syn.: Lonchura fuscata), auch Timor-Reisfink oder Brauner Reisfink genannt, ist eine Art aus der Familie der Prachtfinken. Es werden keine Unterarten unterschieden. Gemeinsam mit dem Reisfinken wurde er der Gattung der Reisfinken zugerechnet. Neuere molekulargenetische Untersuchungen haben gezeigt, dass sich diese aus zwei Arten bestehende Gruppe phylogenetisch innerhalb der Gattung der Bronzemännchen (Lonchura) befindet und dort eng mit dem Muskatbronzemännchen verwandt ist. Neuere Ergebnisse haben diese Zusammenlegung jedoch wieder revidiert, so dass aktuell (2022) die Gattung wieder Gültigkeit besitzt.
Die Bestandssituation der Timorreisamadine wurde 2016 in der Roten Liste gefährdeter Arten der IUCN als „potenziell gefährdet“ (Near Threatened) eingestuft, da ihre Zahl aufgrund von Lebensraumvernichtung in letzter Zeit deutlich zurückgegangen ist.

## Erscheinungsbild
Die Timorreisamadine erreicht eine Körperlänge von 12 Zentimetern und wiegt zwischen 19,2 und 22,2 Gramm. Die Kopfoberseite, die Augenzügel, die Kehle sowie der Nacken sind schwarz gefärbt. Die Kopfseiten sind weiß. Die Körperoberseite sowie die Brust sind schokoladenbraun und deutlich von dem cremefarbenen Bauch abgesetzt. Der Schnabel ist blaugrau und die dunkelbraunen Augen sind von einem blassbraunen Lidring umgeben. Füße und Beine sind hell fleischfarben bis rosig-grau.
Die Timorreisamadine zeigt keinen Geschlechtsdimorphismus – Männchen und Weibchen sind aufgrund ihrer Körperfärbung nicht voneinander zu unterscheiden.

## Verbreitung, Lebensraum und Lebensweise
Anders als der sehr viel weiter verbreitete Reisfink kommt der Timor-Reisfink nur auf der Insel Timor sowie den westlich gelegenen kleinen Inseln Semau und Roti vor. Er bewohnt auf diesen Inseln das Flachland und hält sich bevorzugt in von Sträuchern durchsetzten Grasflächen auf. Er ist ebenso im Gebüsch entlang von Feldern, Flüssen und Wegen zu entdecken. Das Gelege der Timorreisamadine umfasst normalerweise zwischen vier und sechs Eier. Beide Altvögel beteiligen sich an der Brut. Die Jungvögel schlüpfen nach etwa 13 bis 16 Tagen.
Die Timorreisamadine lebt von Grassamen und Getreide. Er fällt in der Erntezeit gelegentlich in die Felder ein. Anders als der Reisfink bildet er dabei jedoch keine größeren Schwärme.

## Haltung
Die Ersteinfuhr der Timorreisamadine ist nicht mehr sicher belegbar. Für das Jahr 1867 bot ein Pariser Händler einen „braunen Reisfink“ an, bei dem es sich möglicherweise um Timor-Reisfinken gehandelt hat, und zwei solcher Vögel wurden auch 1869 auf einer Berliner Ausstellung gezeigt. Einwandfrei belegt ist ihr Import erst für das Jahr 1939 durch einen Sammler für den Londoner Zoo. Kurz danach wurden ein Vogel und ein Paar auch im Berliner Zoo beziehungsweise im Frankfurter Zoo gehalten. Danach scheint die Art in der europäischen Haltung für mehrere Jahrzehnte gefehlt zu haben. Erst 1976 gelangten drei Paare wieder nach Europa und kurz danach gelang die Erstzucht dieser Art. 1987 wurden sie erstmals in größerer Zahl importiert und werden seitdem regelmäßig, aber meist in nur geringen Stückzahlen nachgezogen.